# Fable de la grenouille
La fable de la grenouille relate une observation supposée concernant le comportement d'une grenouille placée dans un récipient contenant de l'eau chauffée progressivement. Elle vise à mettre en garde contre une accoutumance ou habituation conduisant à ne pas réagir à une situation grave. Cette fable peut s'énoncer ainsi :

Si l'on plonge subitement une grenouille dans de l'eau chaude, elle s'échappe d'un bond ; alors que si on la plonge dans l'eau froide et qu'on porte très progressivement l'eau à ébullition, la grenouille s'engourdit ou s'habitue à la température pour finir ébouillantée.
Ce récit, presque entièrement fictif, insinue que lorsqu’un changement s’effectue d’une manière suffisamment lente, il échappe à la conscience et ne suscite ni réaction ni opposition ni révolte. Les phénomènes d'adaptation, généralement bénéfiques à l'individu et aux sociétés, se révèlent finalement nocifs.

## Usages de la fable
En 1979, dans son ouvrage Mind and Nature, Gregory Bateson se sert de cette fable pour se demander si l'être humain, qui modifie petit à petit son environnement, n'est pas dans la situation de la grenouille.
Roger Donaldson l'évoque en 1997 dans le film catastrophe Le Pic de Dante, dont le sujet est le réveil d'un volcan avec de plus en plus de signes alarmants, dont les autorités ne se soucient guère car ils sont progressifs.
Un essai de management de 1999, puis en 2005 un recueil de fables commentées, à intention plus large de sagesse pratique appliquent la leçon de la fable à leurs sujets.
Al Gore l'utilise en 2006 dans le film Une vérité qui dérange pour illustrer la manière dont l'humanité court à sa perte si elle ne réagit pas au lent réchauffement climatique de notre planète. En 2025, Pierre Benassaya reprend cette comparaison dans l'introduction de son livre Le pari de l'écologie populaire.

## Origines et controverses
Les origines de cette fable peuvent être trouvées dans la littérature physiologique du XIXe siècle.
En 1869, le physiologiste allemand Friedrich Goltz, se livrant à des expériences sur la sensibilité nerveuse, montra qu'une grenouille décérébrée restait inerte lorsque la température de son eau augmentait très progressivement, tandis qu'une grenouille intacte cherchait à s'échapper quand la température atteignait 25 °C.
Un article coécrit par G. Stanley Hall en 1887 évoque de nombreuses expériences sur des grenouilles dans les années 1870 et 1880, dans le but de tester la rapidité de réaction de leur système nerveux, le changement de température faisant partie de ces stimulateurs.
Une source de 1897 cite une expérience accomplie en 1882 à l'institut Johns-Hopkins :

« Une grenouille vivante peut en fait être bouillie sans qu'elle bouge si l'eau est chauffée assez lentement ; dans une expérience, la température a été augmentée de 0,002 °C par seconde, et la grenouille fut retrouvée morte après 2 heures 30 sans avoir bougé. »

La température avait augmenté de 0,002 × 60 × 150 = 18 °C. Si les données sont exactes, la cause de la mort n'est pas l'« ébouillantement ». La mort de chaleur de l'animal, selon d'autres recherches, survient en fait vers 39 ou 40 °C.
En 2002, le Dr Victor H. Hutchison, professeur émérite de zoologie à l'université d'Oklahoma, a réalisé des expériences pour confirmer ces écrits, mais en se permettant de modifier les paramètres initiaux : dans celles-ci, la température a été augmentée de 2 °F par minute (ou 0,019 °C par seconde), ce qui représente une augmentation 10 fois supérieure à celle des expériences de 1882 sur la grenouille plongée dans de l'eau portée lentement à ébullition. Résultats : la grenouille devient de plus en plus active et tente de s'échapper, en sautant éventuellement si le conteneur lui permet. Le Dr H. Hutchison déclara alors :

« La légende est totalement incorrecte,,. »

Le professeur Doug Melton, du département de biologie de l'université Harvard, dit quant à lui que :

« Si l'on plonge une grenouille dans de l'eau bouillante, elle ne s'échappera pas. Elle mourra. Si on la met dans de l'eau froide, elle s'échappera avant qu'elle n'ait chaud — les grenouilles ne restent pas assises tranquillement pour vous. »

Ces réfutations n'empêchent pas la reprise de la fable, ni le renouvellement des interprétations. Certains l'assimilent à l'argument de la  pente savonneuse : une des raisons de l'échec de la perception d'un phénomène nocif est l'incapacité ou la réticence des gens à réagir ou à être conscients des changements modestes et graduels qui aboutissent à ce phénomène. Des sociologues le rapprochent de la notion de normalité rampante (en) qui fait référence à des tendances lentes qui se perdent au sein de flux massifs et auxquelles les gens s’habituent sans réagir.